# 저니 투 더 새비지 플래닛
《저니 투 더 새비지 플래닛》(Journey to the Savage Planet)은 타이푼 스튜디오가 개발하고 505 게임스가 배급한 2020년 어드벤처 게임이다.
2020년 1월 28일 마이크로소프트 윈도우, 플레이스테이션 4, 엑스박스 원용으로 출시되었다.

## 게임플레이
저니 투 더 새비지 플래닛은 일인칭 관점에서 플레이되는 어드벤처 게임이다. 이 게임에서 플레이어는 다양한 외계 생명체들이 거주하는 색채로운 행성인 ARY-26을 탐험하는 임무를 맡게 된다. 플레이어의 주요 업무는 다양한 외계 식물을 분류하고 제트팩, 그래플링 훅과 같은 새로운 아이템과 업그레이드를 만드는데 필요한 자원을 수집하여 이전에 접근하지 못했던 공간으로 도달하는 것이다. 플레이어는 다양한 적대적인 생명체들을 만나게 되며 레이저 건과 던지기 가능한 물건들(산성 수류탄 등)과 같은 무기를 사용하여 무찌를 수 있다. 이 게임은 또한 다른 플레이어와 협업하여 플레이할 수 있다.

## 평가
엑스박스 원과 윈도우 버전은 리뷰 애그리게이터 메타크리틱에 따르면 대체적으로 긍정적인 평가를 받은 반면 플레이스테이션 4는 복합적인 평가를 받았다.